# 問民苦使
問民苦使（もみくし/もんみんくんし）とは、古代日本の律令制において、臨時に派遣された地方監察官。

## 概要
天平宝字2年1月4日（758年2月16日）に「民の苦しみを問う」ことを目的（孝謙天皇の詔）として、藤原仲麻呂の意向によって初めて派遣された。前年の橘奈良麻呂の乱で動揺する地方情勢の鎮静化と仲麻呂の儒教色の濃い政策の反映であるとされる。唐の観風俗使に採訪処置使など他の監察を掌る諸使の要素を加えた日本独自の性格をもったものであったとみられている。
畿内には石川豊成、東海道・東山道には藤原浄弁、北陸道には紀広純、山陰道には大伴潔足、山陽道には藤原蔵下麻呂、南海道には阿倍広人、西海道には藤原楓麻呂が派遣された。彼らは藤原氏一族の若手貴族か藤原仲麻呂に近い議政官の子弟であった。これは単に彼らが清廉潔白などの評価があったのではなく、仲麻呂政権の将来を支える人材としての経験を積ませることを意図したものとみられている（なお、藤原浄弁と石川豊成はその後参議に任じられている）。属官として判官と録事が1名ずつ付けられていたが、東海道と東山道は1名が両道を兼ねていたため、特に録事が2名であった。この時の派遣は形式的なものではなく、実際に現地の状況を見て、百姓からの訴えを取り上げて報告・上申を行っており、実際の政策にも反映されたと言われている。例えば藤原浄弁の提言によって老丁・耆老の年齢を1歳引き下げさせ、毛野川の治水工事が行われたこと、藤原楓麻呂が指摘した29件の民の疾苦の処理を大宰府に命じたこと、など藤原仲麻呂政権の地方政治振興政策と問民苦使の報告は密接に関わっていたことが知られている。
その後、延暦14年（795年）にも派遣され、東海道を担当した紀広浜が食料の乏しい夏に正倉の修繕などの徭役を行わせる場合には動員された百姓に対して公粮を支給すべきことを提言し、後に実現されている。時代が下り、寛平8年（896年）になって平季長が山城国問民苦使として平安京周辺の同国を状況を視察し、院宮王臣家の土地支配に対する規制が出されている。
実際に派遣された時期や頻度、地域、回数など不明な点も多く、その成果についても詳しいことは判明していない。だが、『太平記』にも朝廷が治まっていた時代の象徴的な仕組みとして問民苦使があげられており、その活動は決して名目的なものではなかったとみられている。